# HELLO!MUSIC!
HELLO!MUSIC!（ハロー・ミュージック）とは、ヤマハのDTMパッケージ製品の総称である。

## 概要
1992年CBX-T3同梱の「HELLO!MUSIC!」登場以来、ローランドの「ミュージ郎」などとシェアを競いながら現在に至るまで様々な製品が登場した。主にMUシリーズなどの音源モジュールが同梱されたが、中にはQY70やCS1xといった、どちらかといえばシンセサイザー系の楽器もあり、バラエティに富んでいた。

## MUシリーズなどの音源モジュールを同梱したもの
- HELLO!MUSIC!（CBX-T3）
- HELLO!MUSIC!300（TG300G）
- HELLO!MUSIC!80（MU80）
- HELLO!MUSIC! First（MU5）※MIDIデータ再生ソフト「Music Box」のみ同梱
- HELLO!MUSIC!50（MU50）
- HELLO!MUSIC!10（MU10）
- HELLO!MUSIC!90シリーズ（MU90シリーズ）
- HELLO!MUSIC!100シリーズ（MU100シリーズ）
- HELLO!MUSIC!128（MU128）
- らくらくハロー!ミュージック!15（MU15）※「らくらく作曲名人2」同梱
- HELLO!MUSIC!1000（MU1000）
- HELLO!MUSIC!2000（MU2000）
- HELLO!MUSIC!500（MU500）

## 音源モジュール以外の製品を同梱したもの
- HELLO!MUSIC!QY70（QY70）
- HELLO!MUSIC!QY100（QY100）
- HELLO!MUSIC!PCC10（PCC10XG）※PCカード音源
- HELLO!MUSIC!Lite50（S-YXG50）※ソフトウェア音源 「visual arranger」、「通信歌楽」など同梱
- HELLO!MUSIC!CS1x（CS1x）
- HELLO!MUSIC!CS2x（CS2x）
- HELLO!MUSIC!K1XG（CBX-K1XG）
- HELLO!MUSIC!K1XGs（CBX-K1XGs）
- HELLO!MUSIC!S03s（S03s）

## 音源モジュールとUW500PLUSを同梱したもの
- HELLO!MUSIC!2000 AUDIO（MU2000 Extended Edition）
- HELLO!MUSIC!500 AUDIO（MU500）

## 主な付属ソフト
- Hello!Music!（NEC PC-9800シリーズ版 Micro Musician 2.1をCBX-T3専用に変更したソフトウェア）
- Micro Musician 3.0（NEC PC-9800シリーズ版）
- Cubase LITE（Windows版）
- Cubase LITE Plus（Windows版）
- Music Box（Windows版）
- Hello!Music! 2.0（Macintosh版。中身はEZ Vision）
- EZ Vision 3.0日本語版（Macintosh版）
- SOL
- SOL2（「HELLO!MUSIC! AUDIO」）
- XGworks 1.0 / 2.0 / 3.0 / 4.0（Windows版）
- XGworks 3.0（Macintosh版）
- visual arranger
- 通信歌楽
- 歌楽
- その他ユーティリティソフトなど